# Pathé Seck
Pour les articles homonymes, voir Seck.
Pathé Seck, né le 29 novembre 1945 à Louga est un homme politique et militaire sénégalais, avec le grade de général de corps d'armée.
Il a exercé les fonctions de Haut Commandant de la Gendarmerie de la République du Sénégal et d'ambassadeur. 
De 2012 à 2013, il est ministre de l'Intérieur dans le gouvernement Mbaye.

## Formation
Il est titulaire du bac en sciences expérimentales.
De 1969 à 1971, il est élève-officier à l'École spéciale militaire de Saint-Cyr appartenant à la promotion no 156 « Général Gilles » tout comme Birago Diouf, Makha Keita (Directeur de l'Agence de Promotion du réseau Hydrographique National), Joseph Gomis, Chérif Ba (ancien commandant des pompiers) et le général Papa Khalilou Fall (ancien CEMGA).
Il est aussi titulaire du Diplôme universitaire d’études littéraires (espagnol), d'une maîtrise en Droit public (option Relations internationales), d'une maîtrise de Lettres (option Histoire). L’officier supérieur est détenteur des diplômes d’études approfondies en histoire militaire, défense et sécurité et de l’Institut de criminologie de Paris II. Il a consacré un mémoire sur la « Fonction régulatrice des opérations pour le maintien de la paix dans le système des Nations unies ».
La formation militaire initiale a été complétée par des passages aux Écoles d’application du Matériel à Bourges et d’Application de la Gendarmerie à Melun, et à l’Institut des hautes études de défense nationale à Paris.

## Carrière
De 1973 à 1974, il est commandant de Compagnie d’instruction des armées.
De 1975 à 1977, il est commandant de la compagnie de gendarmerie de la région de Thiès.
De 1978 à 1980, il est chef de la division emploi-opération à l'état-major de la gendarmerie nationale.
De 1984 à 1986, il est commandant de la gendarmerie gambienne, commandant adjoint de la gendarmerie sénégalo-gambienne.
De 1987 à 1990, il est commandant de la gendarmerie territoriale.
De 1992 `1994, il est inspecteur technique de la gendarmerie nationale.
De 1994 à 1998, il est Haut Commandant en second de la gendarmerie nationale sous les ordres du général Francois Gomis.
De 1998 à 2005, il est nommé Haut Commandement de la Gendarmerie Nationale par le président Abdou Diouf. En 7 années de commandement il a accru les moyens de la gendarmerie, amélioré la formation et maintenu l'indépendance de ce corps vis-à-vis de l'armée. Il atteint la limite d’âge de son grade le 29 novembre 2005.
En 2005, il est nommé ambassadeur au Portugal par le président Abdoulaye Wade.
Le 29 octobre 2012, il est nommé ministre de l'Intérieur dans le gouvernement du Premier ministre Abdoul Mbaye, premier officier de gendarmerie à ce niveau. Son profil apolitique répond à une demande des Assises nationales que ce poste soit davantage neutre vis-à-vis du pouvoir.
Le général Seck est titulaire de plusieurs décorations nationales et étrangères.